# Felip Veciana i Dosset
Felip Veciana i Dosset (Valls, 10 d'octubre de 1733 - Valls, 14 de febrer de 1798) fou el tercer comandant general de les Esquadres de Catalunya, fill de Pere Màrtir Veciana i Civit i net de Pere Anton Veciana i Rabassa, segon i primer comandants generals de les referides esquadres. Fou pare de Pere Màrtir Veciana i de Miró que el succeí en el càrrec de comandant en cap. Eren ja quinze les esquadres que hi havia a Catalunya quan Veciana en prengué el comandament. Es distingí pel seu zel i valor en perseguir els malfactors i és digne de menció l'acció renyida que va sostenir amb aquests a Setcases (Ripollès], on moriren lluitant vuit mossos de l'esquadra i 25 criminals, de manera que aquesta partida es va dissoldre.
El rei Carles III d'Espanya, el 8 de juny de 1773, donà un decret, en què manava:
| « | Que no surti de la casa de Veciana l'honor d'haver sigut la de la formació de les Esquadres del Principat i...per això, concedim a En Pere Màrtir Veciana, segon d'aquest nom, i fill menor del tercer comandant, la facultat de nomenar substitut en el desenvolupament del seu càrrec. | » |

Restà, des de llavors, vinculada en la família Veciana la prerrogativa de pertànyer a ella els comandants generals de les esquadres, prerrogativa que durà fins que el 1817 fou reformada pel llavors ministre de la Guerra Francisco Javier Castaños, que va decretar que la provisió del grau de comandant de les esquadres seria privativa del capità general i sempre serien preferits per aquest destí els descendents de la casa Veciana. El 1774 el nombre de mossos de l'esquadra fou augmentat fins a 200 individus.